# Flying Witch
Flying Witch (japanisch ふらいんぐうぃっち Furaingu Witchi) ist eine seit 2012 erscheinende japanische Mangaserie von Chihiro Ishizuka. Eine auch auf Deutsch erschienene Animeverfilmung folgte 2016.

## Handlung
Makoto Kowata wird 15 Jahre alt und muss deshalb ihr Elternhaus verlassen, da sie in der Hexenwelt als erwachsen gilt und dies der Tradition entspricht. Also zieht sie aufs Land bei Hirosaki zu ihrer Tante Nana Kuramoto, ihrem Onkel Keiji, ihrem Cousin Kei und ihrer jüngeren Cousine Chinatsu. Dort erlebt sie viele Abenteuer und bekommt hin und wieder Besuch von ihrer älteren Schwester Akane, die die Welt bereist, zu viel Sake trinkt aber eine hervorragende Hexe ist.

## Veröffentlichung
Das Debütwerk von Chihiro Ishizuka erscheint seit dem 9. August 2012 (Ausgabe 9/2012) im Manga-Magazin Bessatsu Shōnen Magazine des Verlags Kōdansha. Die Kapitel wurden auch bisher 13 Sammelbänden (Tankōbon) zusammengefasst (Stand: Juni 2024).
Eine chinesische Fassung wird in Taiwan von Tong Li verlegt. In den USA wurde es während der Anime-Ausstrahlung durch Vertical lizenziert und erscheint seit dem 28. März 2017.

## Anime
Das Animationsstudio J.C.Staff adaptierte das Werk als Anime-Serie. Regie führte Katsushi Sakurabi, die künstlerische Leitung Yasuhiro Okumura und das Charakterdesign stammt von Masato Anno. Die 12 Folgen wurden vom 10. April bis 26. Juni nach Mitternacht (und damit am vorigen Fernsehtag) auf NTV ausgestrahlt, sowie mit bis zu zwei Wochen Versatz auch auf Sun TV, Aomori Hōsō, BS Nittere und Miyagi TV.
Crunchyroll streamte die Serie außerhalb Asiens als Simulcast u. a. mit deutschen Untertiteln.

### Episodenliste
| #  | Japanischer Titel                                               | Deutscher Titel                               | Veröffentlichungsdatum |
| -- | --------------------------------------------------------------- | --------------------------------------------- | ---------------------- |
| 1  | 6-nenburi no Fushigi 6年振りの不思議                            | 6 Jahre sind vergangen                        | 10. April 2016         |
| 2  | Majo e no Hōmonsha 魔女への訪問者                               | Ein Besucher für die Hexe                     | 17. April 2016         |
| 3  | Hata Kōza to Majutsu Kōza 畑講座と魔術講座                      | Ackerbau und magische Lektionen               | 24. April 2016         |
| 4  | Sakura no Naka no Uranaishi 桜の中の占い師                      | Ein in Kirschblüten gehüllter Wahrsager       | 1. Mai 2016            |
| 5  | Tsukaima no Katsuyōhō 使い魔の活用法                            | Wie man mit seinem Diener umgeht              | 8. Mai 2016            |
| 6  | Okashina Okashi おかしなおかし                                  | Süßes oder Saures                             | 15. Mai 2016           |
| 7  | Kissa Konkurushio 喫茶コンクルシオ                              | Café Concrucio                                | 22. Mai 2016           |
| 8  | Jōren no Nakigoe 常連の鳴き声                                   | Die Stammkundschaft                           | 29. Mai 2016           |
| 9  | Ashita no Ashita wa Ima ni Aru 明日の明日は今にある             | Übermorgen ist heute                          | 5. Juni 2016           |
| 10 | Ryōri Awazu to Hachi Awazu 料理合わずと蜂合わず                 | Koch- und Bienenallergie                      | 12. Juni 2016          |
| 11 | Kujira, Sora o Tobu くじら、空をとぶ                            | Ein Wal am Himmel                             | 19. Juni 2016          |
| 12 | Majo no Rōbu to Hibi wa Jūnintoiro 魔女のローブと日々は十人十色 | Die Hexenrobe und wie man einen Tag verbringt | 26. Juni 2016          |

### Synchronisation
| Rolle             | japanischer Sprecher (Seiyū) |
| ----------------- | ---------------------------- |
| Makoto Kowata     | Minami Shinoda               |
| Chinatsu Kuramoto | Eri Suzuki                   |
| Kei Kuramoto      | Shinsuke Sugawara            |
| Keiji Kuramoto    | Mitsuru Ogata                |
| Nana Kuramoto     | Kikuko Inoue                 |
| Akane Kowata      | Kana Aoi                     |

### Musik
Die Serienmusik wurde von Yoshiaki Dewa komponiert. Der Vorspanntitel Shanranran feat. 96 Neko (シャンランラン feat.96猫) stammt von der Singer-Songwriterin Miwa. Der Abspanntitel Nichijō no Mahō (日常の魔法) wurde von Shūhei Mutsuki komponiert, von Natsumi Tadano getextet und von den Sprecherinnen von Makoto und Chinatsu unter ihren Rollennamen gesungen.